# 倫應祥
倫應祥（16世紀—17世紀），字履卿，廣東廣州府南海縣鼇頭蘇滘人，明朝政治人物。

## 生平
倫應祥是萬曆三十一年（1603年）癸卯科廣東鄉試舉人，授萬載知縣，萬載地瘠民頑，他先革除耗羨、免除輸納鎔模費用，按法懲治誣告者，遇上洪災米價騰貴，他自行拿出南米賑災，並禁止榖麥出境，說：「以本縣穀救本縣民，豈能讓有豪強搬運高價買賣，本縣視官如一葉之輕，斷不寬貸！」發現有人縱容牛馬食踐五榖，即將其牛馬給賞，故此人多不敢犯禁。
之後倫應祥陞任蘄州知州，約己惠民、發奸摘伏，禁決饋餽，建閣造橋便利民眾，請求改折色免除兌運之累，東南二城樓因火災需重建，他只用一半費用就能完成，再陞王府審理，離任後人民為他民建祠祭祀，辭官回鄉後不謁見官員，田產都分給弟弟，多次獲舉鄉飲正賓。

## 引用
1. 1 2  同治《南海縣志·卷三十八·列傳七》：倫應祥，字履卿，邑之鼇頭蘇滘人，由西寧學登萬厯癸卯賢書，初授江西萬年【萬載】令，邑瘠民頑，革耗羨、免輸納鎔模之費，俗好鬬，以人命誣告者應祥治如律，刁風遂息，會大饑請發帑賑給，存活甚眾，以臺薦陞知蘄州，禁革餽送，建閣江滸以利文學，造橋衝流以通往來，請改折色免兌運之累，去之日民建祠祀之，居鄉狷介不通于謁，置業悉分贍諸弟，建祖祠設祭田，屢舉鄉飲正賓。 據魏志、《廣州府志》修
2. ↑  雍正《萬載縣志·卷八·宦蹟》：倫應祥，別號　　，南海人，鄉進士萬曆三十八年任，政尚嚴明，鋤強暴雖勢要有犯必寘之法，尤嚴教唆，多方殄除之旹值洪水米價騰貴，便宜行事，即將南米發糶，救一時之急，禁穀出境出示龍河，有云：「以本縣穀救本縣民，豈曰自為有豪強搬運，射利高價發客，本縣視官如一葉之輕，斷不寬貸！」饑民得以是甦，至如縱牛馬食踐五穀者，即將牛馬給賞，人多不敢犯，至今人有稱之者。
3. ↑  乾隆《蘄州志·卷七·名宦》：倫應祥，東莞人，由鄉舉知州事，約己惠民、發奸剔蠧，精於計算，東南二城樓火，祥重建之費約而功倍，後陞審理。